# Bonjour l'angoisse (film, 1988)
Pour les articles homonymes, voir Bonjour l'angoisse.
Pour plus de détails, voir Fiche technique et Distribution.
Bonjour l'angoisse est un film français réalisé par Pierre Tchernia, sorti en 1988.

## Synopsis
Michaud, cadre modèle mais angoissé et timide au point que ses collègues l'ont surnommé « bonjour l'angoisse », travaille pour une entreprise spécialisée en alarmes, coffres-forts et autres dispositifs de sécurité. Alors que débarque un nouveau et jeune PDG qui cherche à rajeunir les effectifs, Michaud se trouve impliqué dans une affaire de braquage de banque. Se rêvant justicier, Michaud mène l'enquête et découvre que les braqueurs avaient des complicités à l'intérieur de son entreprise.

## Fiche technique
- Titre : Bonjour l'angoisse
- Réalisation : Pierre Tchernia
- Scénario : Marcel Gotlib et Pierre Tchernia
- Production : Alain Terzian
- Assistant réalisateur : Pascal Chaumeil
- Musique : Gérard Calvi
- Photographie : Jean Tournier
- Montage : Françoise Javet
- Décors : Marc Douy et Serge Douy
- Pays d'origine :  France
- Format : Couleurs - 1,33:1 - Stéréo - 35 mm
- Genre : comédie
- Durée : 95 minutes
- Date de sortie : 17 août 1988 (France)

## Distribution
- Michel Serrault : Michaud
- Guy Marchand : Lambert
- Pierre Arditi : Jean-Hugues Aymeric
- Jean-Pierre Bacri : Desfontaines
- Bernard Fresson : Commissaire Maréchal
- Thierry Rey : Tony Caraco, le voyou
- Geneviève Fontanel : Jacqueline Michaud
- Boris Roatta : Olivier, le petit-fils
- Bernard Haller : Serveur brasserie
- Evelyne Buyle : Lily
- Henri Courseaux : Baudu
- Pauline Larrieu : Sonia Michaud
- Thierry Fortineau : Marc, le gendre
- Muriel Robin : Mademoiselle Champion
- Alain Dion : Béchir Amal, représentant de la "Libanaise d'investissement"
- Delphine Forest : Natacha Michaud
- Hubert Deschamps : M. Robert
- Jacques Brière : Fournier
- Olga Baïdar-Poliakoff : Tante Olga
- Alain Dion : un inspecteur
- Jean-Luc Revol : un inspecteur
- Robert Rollis : Un déménageur
- Jacques Fabbri : Léon, le premier patron du café
- Jacques Dynam : Le patron du café
- Urbain Cancelier : Le patron du restaurant
- Bonnafet Tarbouriech
- Jean-Claude Romer (non crédité) : Un client de 'Stopalarm'
- Marcel Gotlib (non crédité) : Le convive au camescope

## Autour du film
- À noter, les apparitions du réalisateur Fabien Onteniente dans le rôle d'un photographe et de l'humoriste Muriel Robin dans celui de mademoiselle Champion.
- Thierry Rey, qui interprète ici Tony Caraco, un voyou, fut champion du monde de judo en 1979 et champion olympique en 1980.
- Apparition de Marcel Gotlib tout à la fin devant le buffet à gauche d'Hubert Deschamps avec un caméscope sur l'épaule.